# Francesco da Sangallo

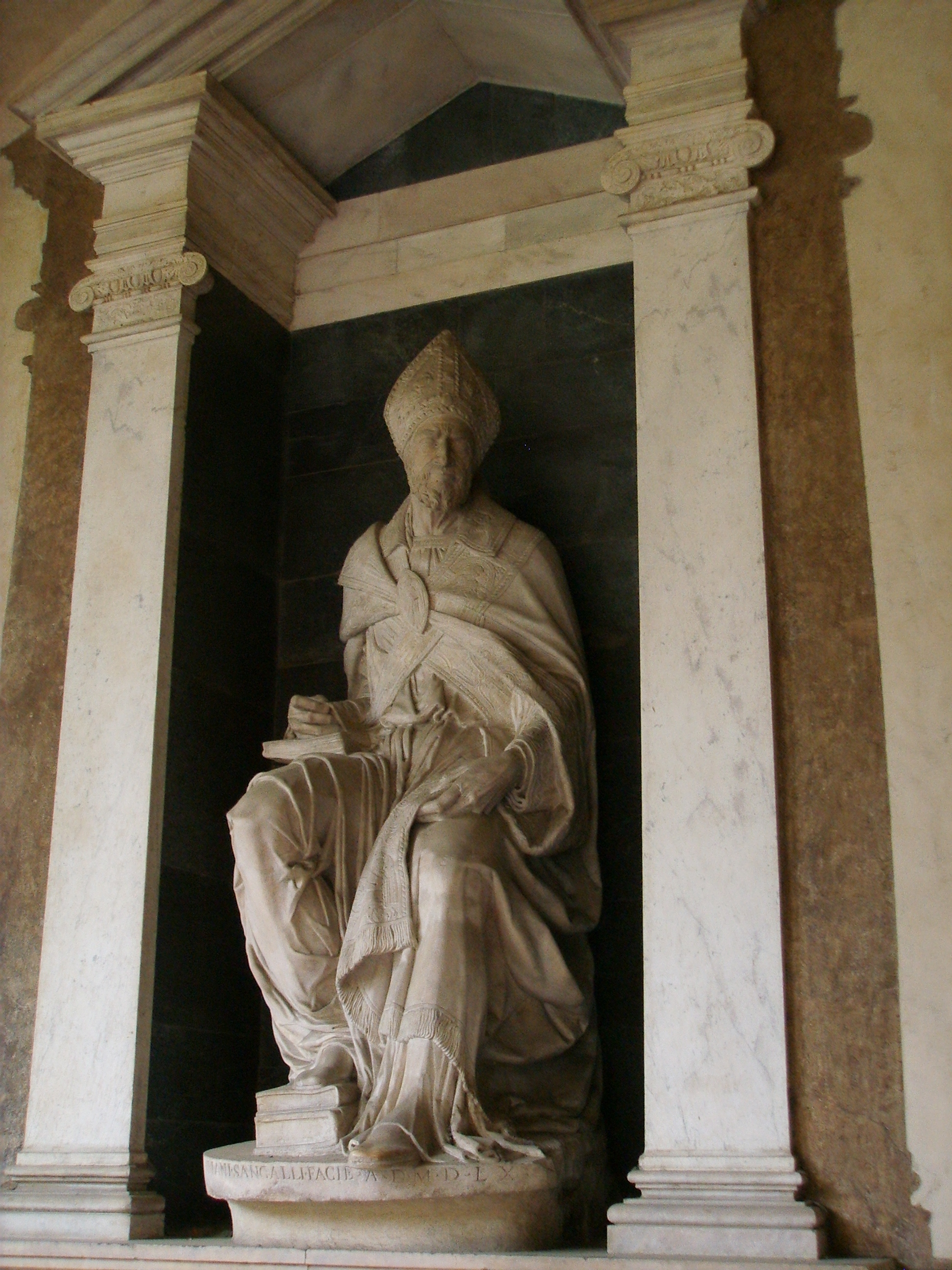
Monumento fúnebre al obispo Paolo Giovio, obra de Sangallo. Basílica de San Lorenzo de Florencia.

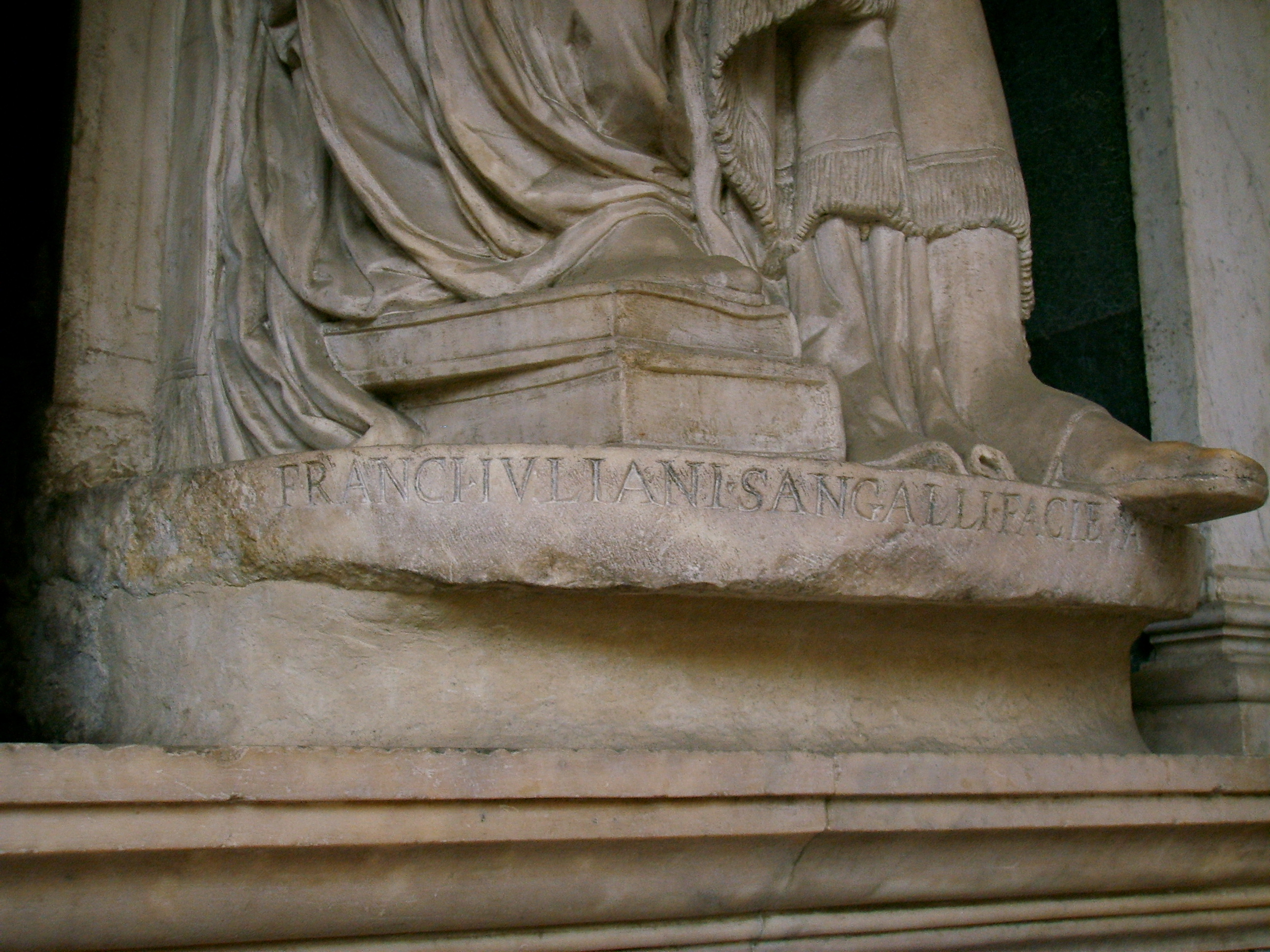
Firma de Francesco de Sangallo en la base de la estatua.

Francesco da Sangallo, también conocido como Giamberti (Florencia, 1494-1576) fue un escultor del Renacimiento italiano, perteneciente a la familia de artistas florentinos Da Sangallo. Francesco era hijo del arquitecto y escultor Giuliano da Sangallo y nieto de Francesco Giamberti, carpintero de Cosme de Médici, de quien recibió su sobrenombre.

## Biografía
A los diez años de edad se trasladó a Roma con su padre. En 1506, junto a su padre y a Miguel Ángel, asistió al descubrimiento de la estatua Laocoonte y sus hijos, acontecimiento que relata en una carta de 1567. Alumno de Andrea Sansovino, se distinguirá de su maestro por adoptar las formas anatómicas titánicas de Miguel Ángel. La escultura más antigua atribuida a Francesco es una Virgen con el Niño y Santa Ana de la iglesia Orsanmichele de Florencia.
Trabajó también en la Basílica de San Pedro del Vaticano, de la que llegó a ser maestro de obras en 1542. Al año siguiente trabajó en la catedral Santa María del Fiore de Florencia, donde contribuyó en la realización del suelo de mármol.
Realizó dos importantes escultura de mármol, un autorretrato y un retrato de Francesco del Fede (1575) en la iglesia Santa Maria Primerana de Fiesole (1542); también esculpió el monumento fúnebre del obispo de Como Paolo Giovio, situado en el claustro de la Basílica de San Lorenzo de Florencia y la efigie del obispo Leonardo Bonafede en el pavimento de la Cartuja de Galluzzo (también conocida como Certosa di Firenze, cartuja de Florencia).

## Obras
- Museo del Bargello, en Florencia: 
  - Estatua de Juan el Bautista.
  - Busto de Juan de Médici (c. 1526).
- British Museum, en Londres:
  - Medalla de bronce con la efigie de Paolo Giovio (1552).